# 千畳敷カール

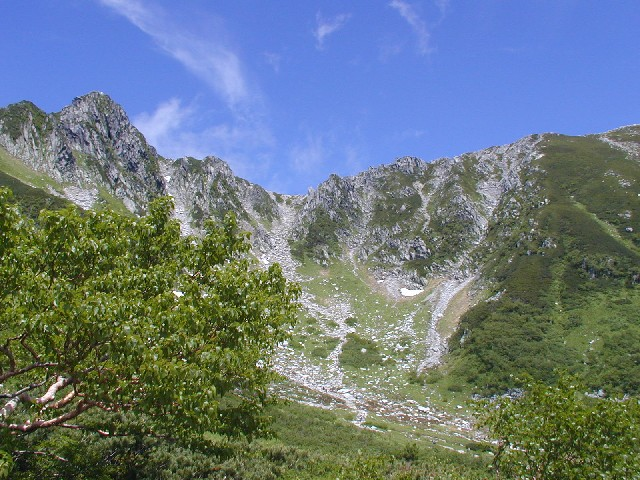
宝剣岳と千畳敷カール（7月）急峻なカール壁、平坦なカール底が形成するU字型の地形が確認できる。

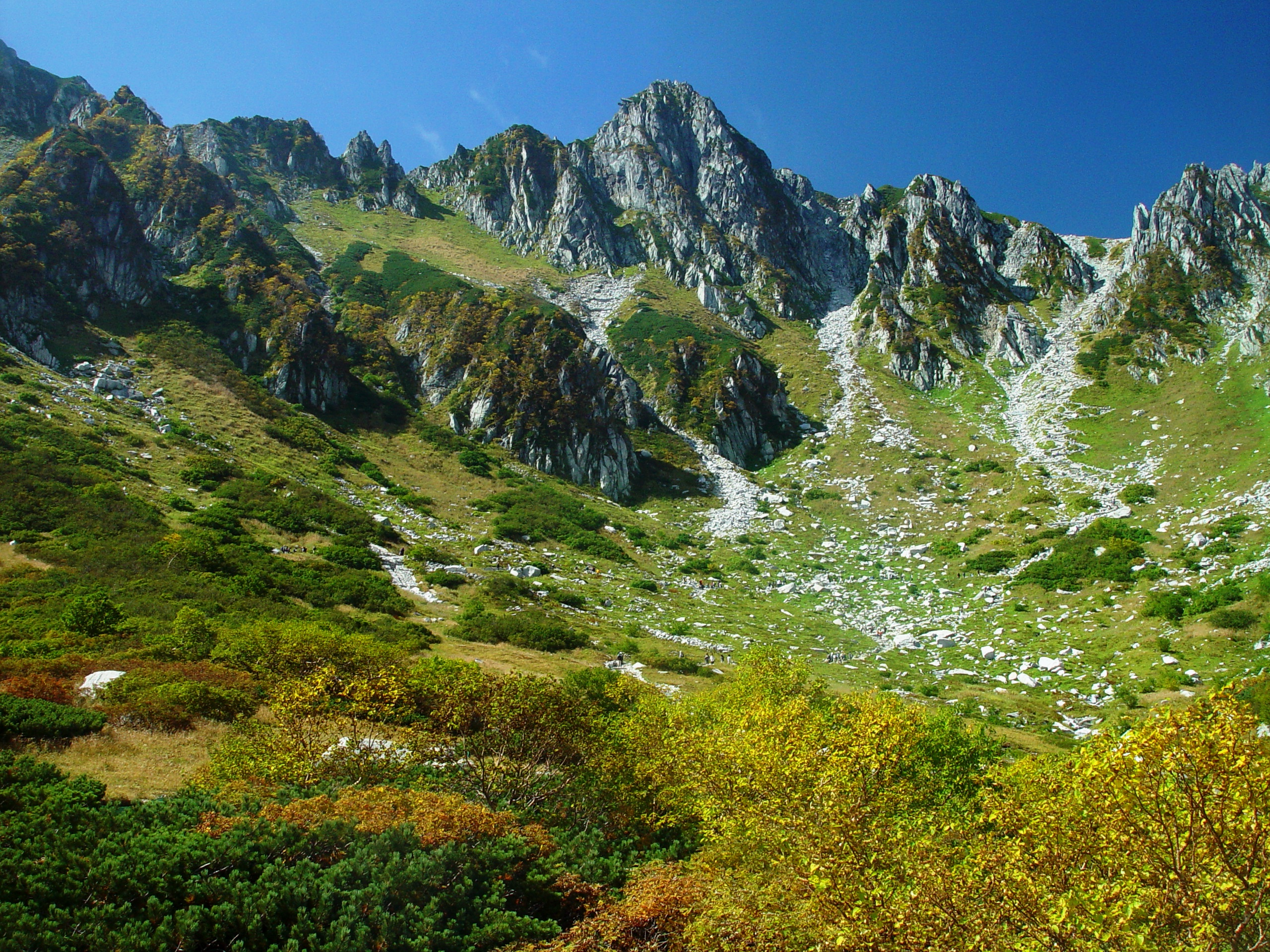
宝剣岳と千畳敷カール（9月）

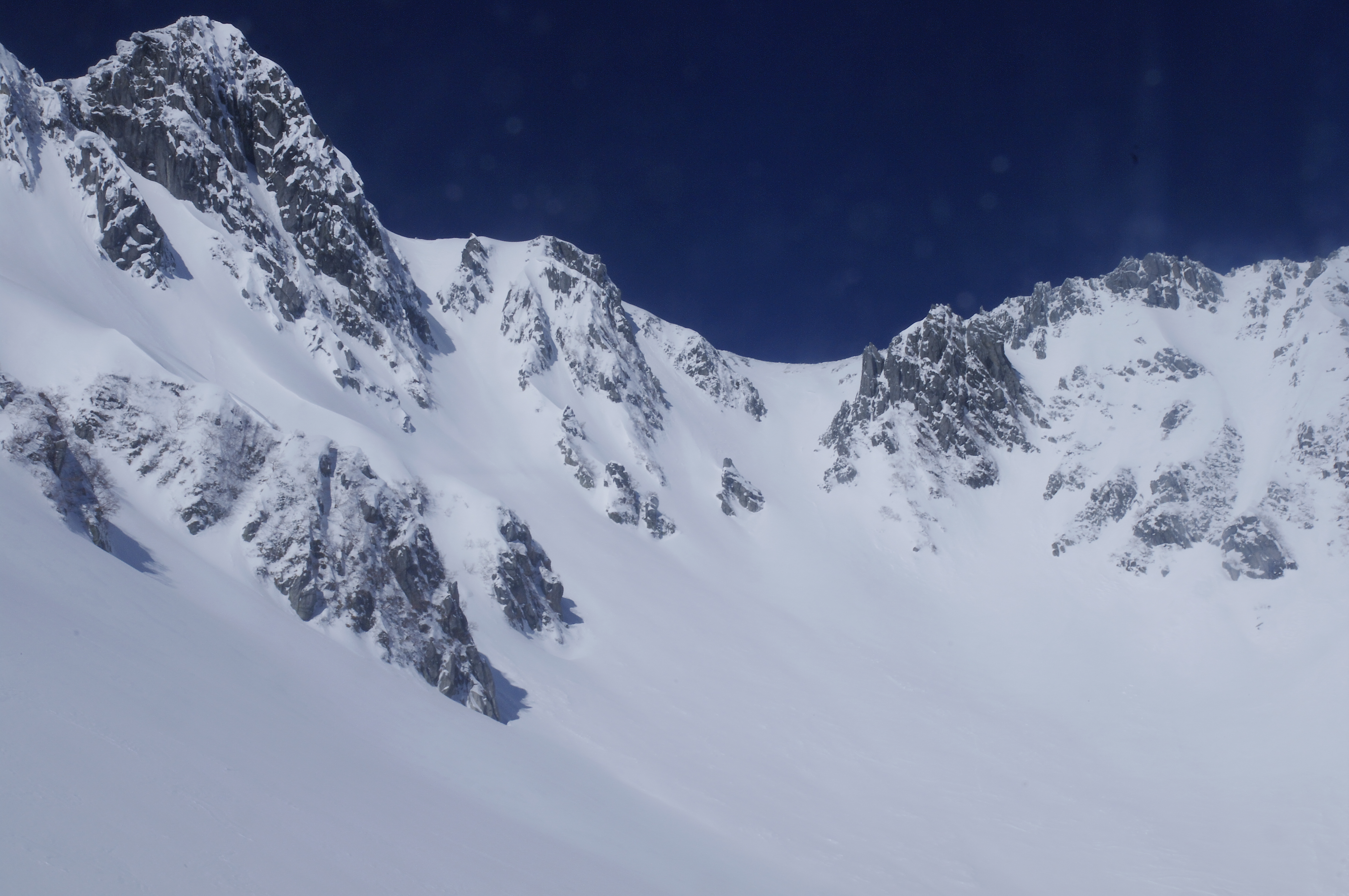
宝剣岳と千畳敷カール（2月）

千畳敷カール（せんじょうじきカール）は、長野県駒ヶ根市と宮田村にまたがる中央アルプス（木曽山脈）宝剣岳の直下に広がる氷河地形（圏谷・カール）。
麓には、通年営業の駒ヶ岳ロープウェイの千畳敷駅があり、登山客の玄関口となっているほか、多くの一般観光客で賑わう。夏は多くの高山植物が咲き乱れるお花畑、冬は雪山の厳しさという両極端の姿を見せる。春には、この時期だけTバーリフトを設置し、千畳敷スキー場が開設される（4月中旬～5月末）。期間中はスキースクールも開設され、連休中にはスキーバッジテスト（一級まで）が行われる。

## 地形と形成時期
宝剣岳周辺には、千畳敷カールのほか、濃ヶ池カール、三の沢カール群など大小の氷河地形が確認されている。
千畳敷カールは中御所谷源頭に位置する。典型的なカール地形であり、平坦なカール底、裸岩壁からなるカール壁を持っている。カール底の標高は2600メートルである。カール底と下流に続く氷食谷中には11 列のモレーンが存在する。
青木賢人は千畳敷カールおよび濃ヶ池カールのモレーンの堆積物に含まれる放射性ベリリウム(10Be)を分析し、試料の多くが1万7000〜1万9000年前であり、両カールが最終氷期極相期に形成されたと推定している。また、それより古い5万年前には、千畳敷、極楽平カールに源を発する氷河が、現在ロープウェイ駅のある、しらび平(標高1,600~1,790m)まで達していたという指摘もある。

## 植生
千畳敷カール付近は夏は高山植物が咲き乱れる。コバイケイソウ、 シナノキンバイ、チングルマ、ハクサンイチゲ、ミヤマカラマツが群落を形成し、特にカール上部の草地にはシナノキンバイは大群落を形成している。
千畳敷カールを含む木曽駒ヶ岳周辺の植物を調査した林武生は38 科96属128種を確認している。

## 雪崩
その地形から、冬場には雪崩がよく発生し、1995年1月4日には、登山中の6人が巻き込まれ死亡している。